# Grande Prêmio de Singapura de 2013
O Grande Prêmio de Singapura de 2013 foi a décima terceira corrida da temporada de 2013 da Fórmula 1. A prova foi disputada no dia 20, 21 e 22 de agosto no Circuito Urbano de Marina Bay. O vencedor foi o alemão Sebastian Vettel.

## Classification

### Treino classificatório
| Pos.                   | No. | Piloto              | Equipe               | Q1       | Q2       | Q3        | Grid |
| ---------------------- | --- | ------------------- | -------------------- | -------- | -------- | --------- | ---- |
| 1                      | 1   | Sebastian Vettel    | Red Bull-Renault     | 1:45.376 | 1:42.905 | 1:42.841  | 1    |
| 2                      | 9   | Nico Rosberg        | Mercedes             | 1:45.208 | 1:43.892 | 1:42.932  | 2    |
| 3                      | 8   | Romain Grosjean     | Lotus-Renault        | 1:45.851 | 1:43.957 | 1:43.058  | 3    |
| 4                      | 2   | Mark Webber         | Red Bull-Renault     | 1:45.271 | 1:43.272 | 1:43.152  | 4    |
| 5                      | 10  | Lewis Hamilton      | Mercedes             | 1:44.196 | 1:43.920 | 1:43.254  | 5    |
| 6                      | 4   | Felipe Massa        | Ferrari              | 1:45.658 | 1:44.376 | 1:43.890  | 6    |
| 7                      | 3   | Fernando Alonso     | Ferrari              | 1:45.115 | 1:44.153 | 1:43.938  | 7    |
| 8                      | 5   | Jenson Button       | McLaren-Mercedes     | 1:45.009 | 1:44.497 | 1:44.282  | 8    |
| 9                      | 19  | Daniel Ricciardo    | Toro Rosso-Ferrari   | 1:45.379 | 1:44.407 | 1:44.439  | 9    |
| 10                     | 12  | Esteban Gutiérrez   | Sauber-Ferrari       | 1:45.483 | 1:44.245 | sem tempo | 10   |
| 11                     | 11  | Nico Hülkenberg     | Sauber-Ferrari       | 1:45.381 | 1:44.555 |           | 11   |
| 12                     | 18  | Jean-Éric Vergne    | Toro Rosso-Ferrari   | 1:45.657 | 1:44.588 |           | 12   |
| 13                     | 7   | Kimi Räikkönen      | Lotus-Renault        | 1:45.522 | 1:45.658 |           | 13   |
| 14                     | 6   | Sergio Pérez        | McLaren-Mercedes     | 1:45.164 | 1:44.752 |           | 14   |
| 15                     | 15  | Adrian Sutil        | Force India-Mercedes | 1:45.960 | 1:45.185 |           | 15   |
| 16                     | 17  | Valtteri Bottas     | Williams-Renault     | 1:45.982 | 1:45.388 |           | 16   |
| 17                     | 14  | Paul di Resta       | Force India-Mercedes | 1:46.121 |          |           | 17   |
| 18                     | 16  | Pastor Maldonado    | Williams-Renault     | 1:46.619 |          |           | 18   |
| 19                     | 20  | Charles Pic         | Caterham-Renault     | 1:48.111 |          |           | 19   |
| 20                     | 21  | Giedo van der Garde | Caterham-Renault     | 1:48.320 |          |           | 20   |
| 21                     | 22  | Jules Bianchi       | Marussia-Cosworth    | 1:48.830 |          |           | 21   |
| 22                     | 23  | Max Chilton         | Marussia-Cosworth    | 1:48.930 |          |           | 22   |
| 107% de tempo:1:51.489 |     |                     |                      |          |          |           |      |
| Fonte:                 |     |                     |                      |          |          |           |      |

### Corrida
| Pos.   | No. | Piloto              | Equipe               | Voltas | Tempo/Abandono                    | Grid | Pontos |
| ------ | --- | ------------------- | -------------------- | ------ | --------------------------------- | ---- | ------ |
| 1      | 1   | Sebastian Vettel    | Red Bull-Renault     | 61     | 1:59:13.132                       | 1    | 25     |
| 2      | 3   | Fernando Alonso     | Ferrari              | 61     | +32.6                             | 7    | 18     |
| 3      | 7   | Kimi Räikkönen      | Lotus-Renault        | 61     | +43.9                             | 13   | 15     |
| 4      | 9   | Nico Rosberg        | Mercedes             | 61     | +51.1                             | 2    | 12     |
| 5      | 10  | Lewis Hamilton      | Mercedes             | 61     | +53.1                             | 5    | 10     |
| 6      | 4   | Felipe Massa        | Ferrari              | 61     | +1:03.8                           | 6    | 8      |
| 7      | 5   | Jenson Button       | McLaren-Mercedes     | 61     | +1:23.3                           | 8    | 6      |
| 8      | 6   | Sergio Pérez        | McLaren-Mercedes     | 61     | +1:23.8                           | 14   | 4      |
| 9      | 11  | Nico Hülkenberg     | Sauber-Ferrari       | 61     | +1:24.2                           | 11   | 2      |
| 10     | 15  | Adrian Sutil        | Force India-Mercedes | 61     | +1:24.6                           | 15   | 1      |
| 11     | 16  | Pastor Maldonado    | Williams-Renault     | 61     | +1:28.4                           | 18   |        |
| 12     | 12  | Esteban Gutiérrez   | Sauber-Ferrari       | 61     | +1:37.8                           | 10   |        |
| 13     | 17  | Valtteri Bottas     | Williams-Renault     | 61     | +1:45.161                         | 16   |        |
| 14     | 18  | Jean-Éric Vergne    | Toro Rosso-Ferrari   | 61     | +1:53.512                         | 12   |        |
| 15     | 2   | Mark Webber         | Red Bull-Renault     | 60     | Caixa de marchas/pressão da água1 | 4    |        |
| 16     | 21  | Giedo van der Garde | Caterham-Renault     | 60     | +1 lap                            | 20   |        |
| 17     | 23  | Max Chilton         | Marussia-Cosworth    | 60     | +1 lap                            | 22   |        |
| 18     | 22  | Jules Bianchi       | Marussia-Cosworth    | 60     | +1 lap                            | 21   |        |
| 19     | 20  | Charles Pic         | Caterham-Renault     | 60     | +1 lap                            | 19   |        |
| 20     | 14  | Paul di Resta       | Force India-Mercedes | 54     | Acidente                          | 17   |        |
| Ret    | 8   | Romain Grosjean     | Lotus-Renault        | 37     | Pneus                             | 3    |        |
| Ret    | 19  | Daniel Ricciardo    | Toro Rosso-Ferrari   | 23     | Acidente                          | 9    |        |
| Fonte: |     |                     |                      |        |                                   |      |        |

Notes
- ↑1  — Mark Webber abandonou a corrida na última volta, por problemas na caixa de marchas e pressão de água, tendo completado mais de 90% da prova.[5]